# In the Disco
In the Disco је песма босанскохерцеговачког певача Фуада Бацковића Дина из 2004. године, коју је написала Весна Писаровић.
Песма је представљала Босну и Херцеговину на такмичењу за Песму Евровизије 2004. године. Песма је заузела 9. место у коначном пласману. Званични спот за песму објављен је почетком априла 2004. године, а снимљен је у Београду.